# شاویه کل
شاویه کُل (کاتالونیایی: Xavier Coll) یک نوازندهٔ گیتار کلاسیک اهل اسپانیا است.
او در سال ۱۹۸۹ میلادی، یک گروه موسیقی دونفرهٔ گیتار-فلوت با «مونتسرات گاسکُن» بنیان نهاد.
او همچنین در یک گروه موسیقی با «پدرو خاویر گونسالس»، «یوشیمی اوتانی»، «آلکس گاروبه» به اجرای برنامه پرداخته‌است.
در سال‌های اخیر او در گروه سه‌نفرهٔ «بارسلونا گیتار ترایو» به همراه «لوئیس روبیسکو» و «مانوئل گونسالس» حضور داشته و هنرنمایی می‌کنند.